# Lagere schimmels
Lagere schimmels (Zygomycota of Wierzwammen) zijn schimmels zonder tussenschotjes in de hyfen. Wel hebben ze vaak een uitgebreid netwerk van draden (zwamvlok of mycelium). Lagere schimmels zijn parasieten of leven op dood plantaardig materiaal.
De levenscyclus van lagere schimmels is een monogenetische cyclus met zygotische meiose (zygotische cyclus) en bevat een geslachtelijk en een ongeslachtelijk stadium.

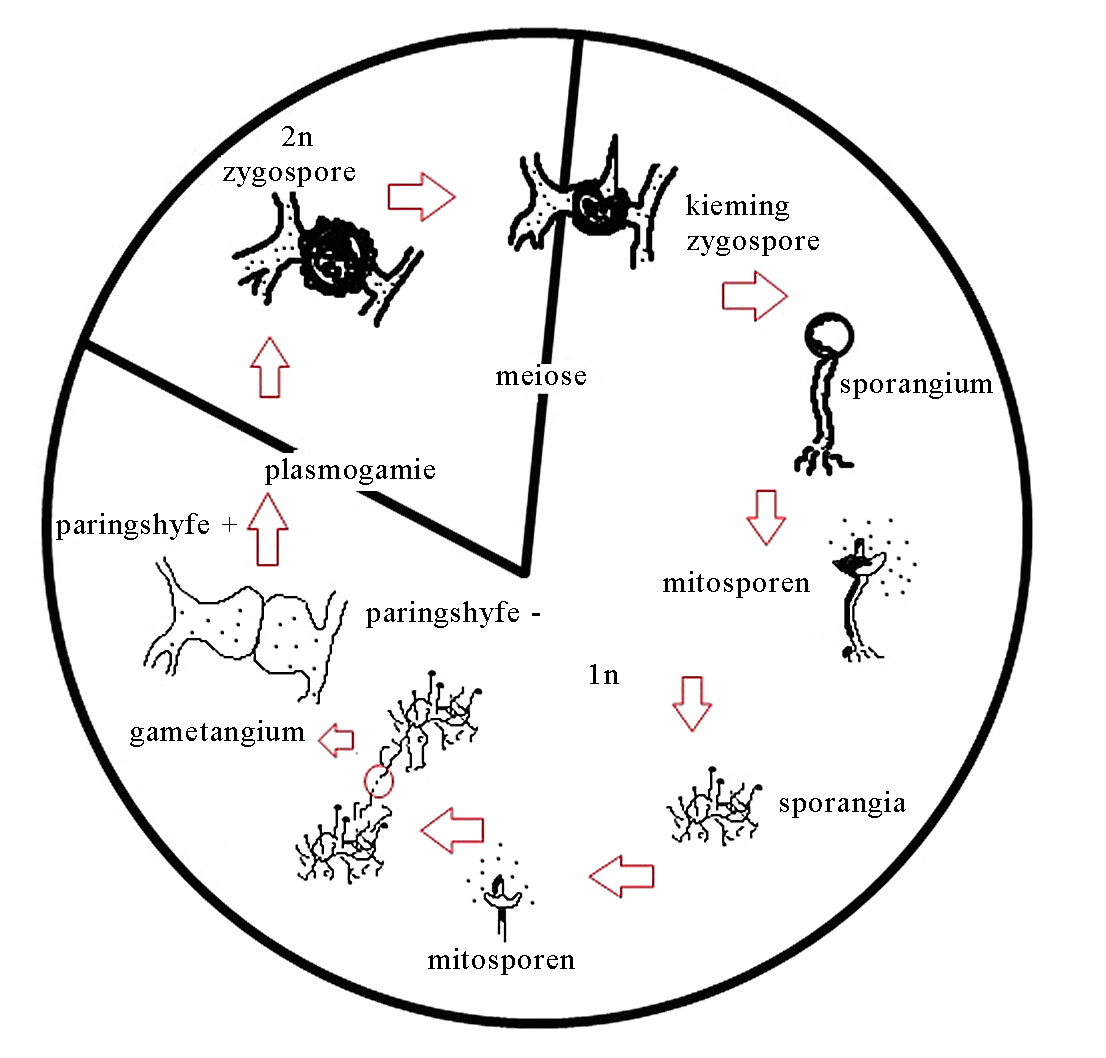
Levenscyclus Zygomycota

## Ongeslachtelijke voortplanting
Bij het kiemingsproces ontstaan uit de mitosporen gespecialiseerde kiembuizen. Na vorming van een voldoende hoeveelheid mycelium worden er mitosporangia op de mitosporangioforen gevormd. Hierin treedt een klievingsproces op dat leidt tot een massale sporenproductie (tot 100.000 sporen per sporangium). Het orgaan dat de sporangia vormt reageert op invloeden vanuit de omgeving: door naar het licht te groeien (positieve fototropie), weg van de zwaartekracht (negatieve geotropie) en weg van water (negatieve hydrotropie) kunnen de sporen maximaal verspreid worden.
De vorm en de schikking van de sporangia op de hyfen is een belangrijk kenmerk voor de determinatie. Soms worden er ook chlamydosporen gevormd. Dit zijn dikwandige sporen binnenin hyfen.

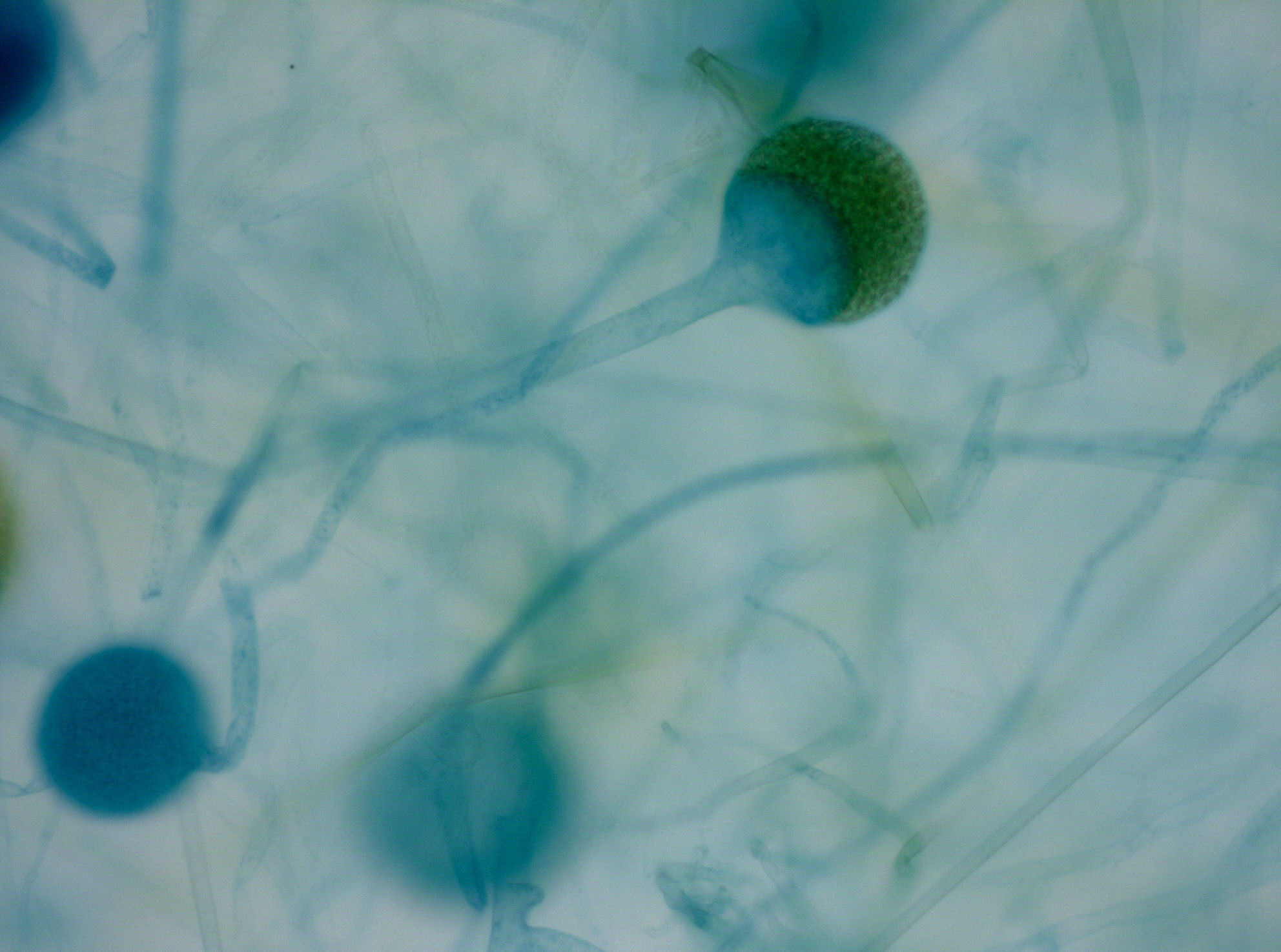
Mitosporangia op mitosporangioforen
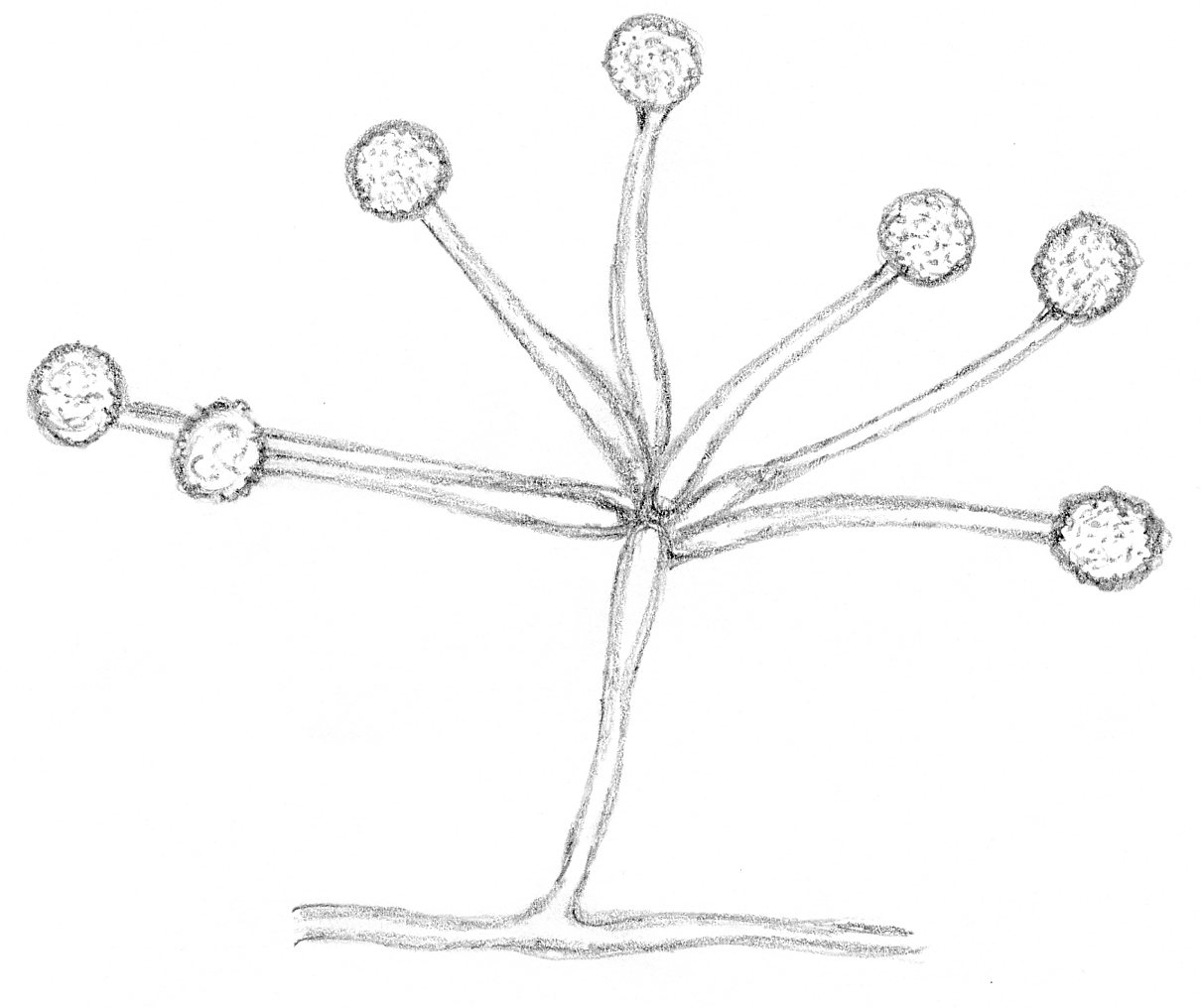
Vertakte mitosporangioforen
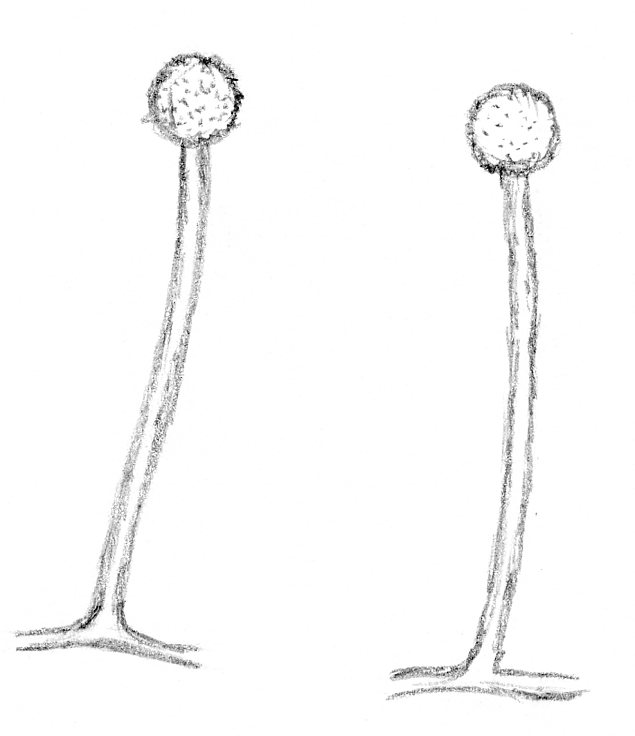
Enkelvoudige mitosporangioforen

## Geslachtelijke voortplanting
De geslachtelijke voortplanting vindt plaats doordat twee paringshyfen, bij de Zygomycota zygoforen genoemd, contact met elkaar maken, fuseren en gametangia maken. Vervolgens wordt een zygospore gevormd.
Paringshyfen, met twee verschillende paringstypen, (+) en (-), groeien onder invloed van de gevormde, vluchtige feromonen door chemotropie naar elkaar toe. De feromonen bestaan hoofdzakelijk uit trisporisch zuur en de precursors. Trisporisch zuur is een C-18 terpenoïde, dat gevormd wordt via β-caroteen en retinol reactiepaden. Bij contact plakken de celwanden aan elkaar, vlakken af en ontstaat er een fusiescheidingswand. De toppen van de zygofoor zwellen knotsvormig op en vormen uiteindelijk met de progametangia een brug. Bij de toppen van de twee knotsvormige cellen wordt een scheidingswand gevormd, die het terminale gametangium afscheiden van het progametangium. In dit stadium worden de buitenste cellen een suspensor genoemd, die voor ondersteuning zorgen. De middelste cellen gaan de zygospore vormen. Blaasjes verzamelen zich bij de tussenwand van de twee middelste cellen, die vervolgens begint op te lossen en de protoplasma's gaan zich vermengen. Er vindt vervolgens plasmogamie plaats. Vlak voordat de tussenwand geheel is opgelost, gaan de buitenste celwanden zich verdikken. Dit is te zien als donkere vlekken op de buitenste celwanden. Deze donkere vlekken kunnen uitgroeien tot wratachtige structuren, die de dikte van de wand van de zygospore bepalen. Tijdens de groei van de zygospore worden de wratachtige structuren ook groter en zitten dan uiteindelijk rondom de gehele cel. Nu kunnen de stralen van een elektronenmicroscoop niet langer door de wand dringen. Er zijn soorten die naakte zygosporen en soorten die ingekapselde zygosporen vormen.
Meiose vindt gewoonlijk plaats voordat de zygospore gaat kiemen. Het tijdstip van meiose kan in drie hoofdtypen onderscheiden worden.
- Type 1. De kernen versmelten snel, binnen enkele dagen.
- Type 2. Sommige kernen degenereren en de meiose vindt pas plaats bij de kieming.
- Type 3. De haploïde kernen splitsen zich continu door mitose. Vervolgens vormen sommige kernen groepen. Er zijn zowel diploïde als haploïde kernen in het sporangium aanwezig.

Mortierella
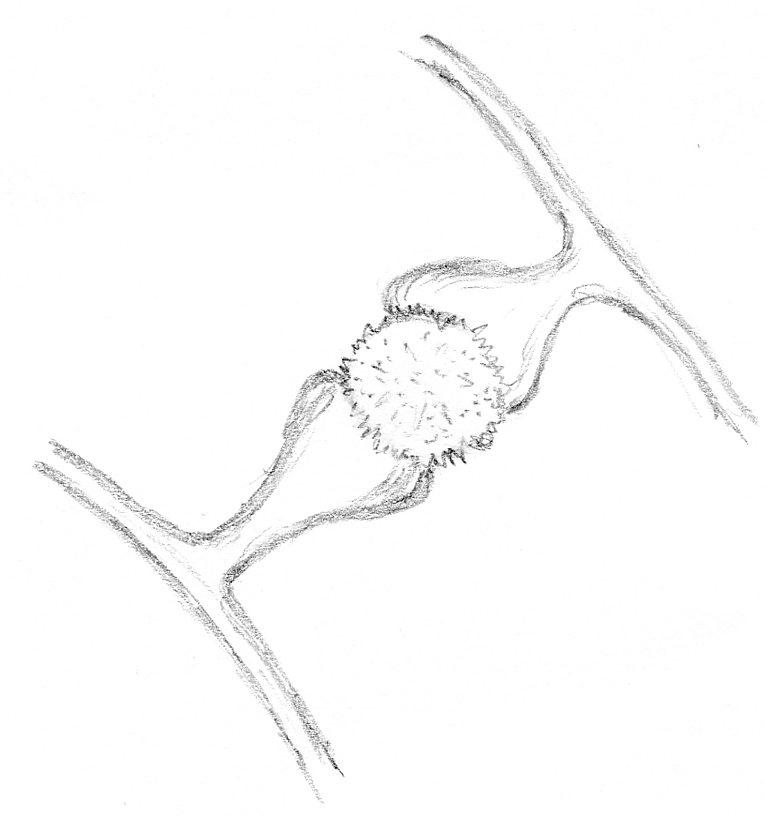
Naakte zygospore (meiospore: door meiose ontstane spore)
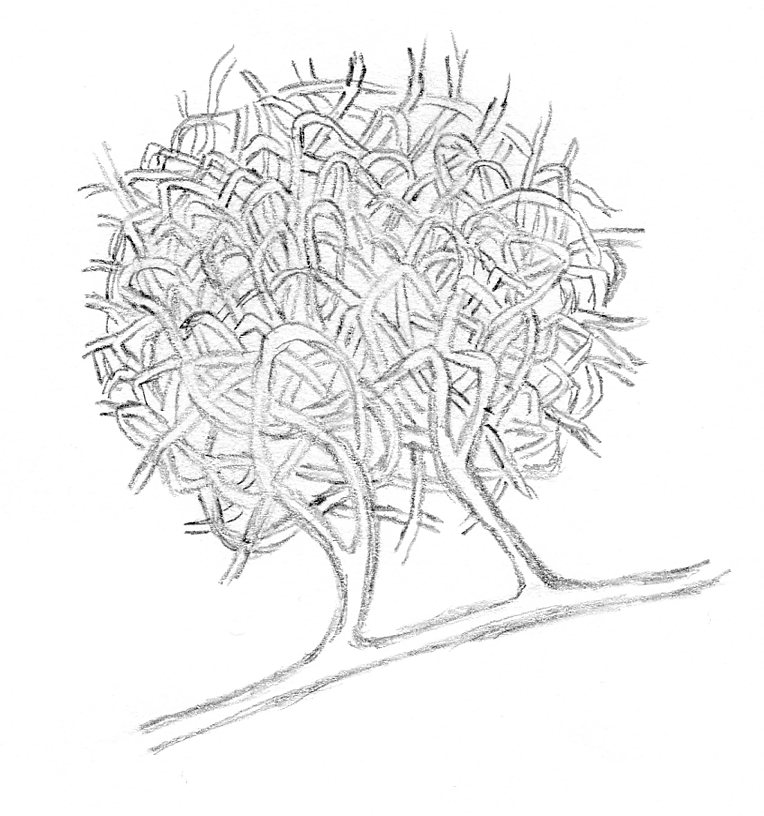
Ingekapselde zygospore

Rhizopus
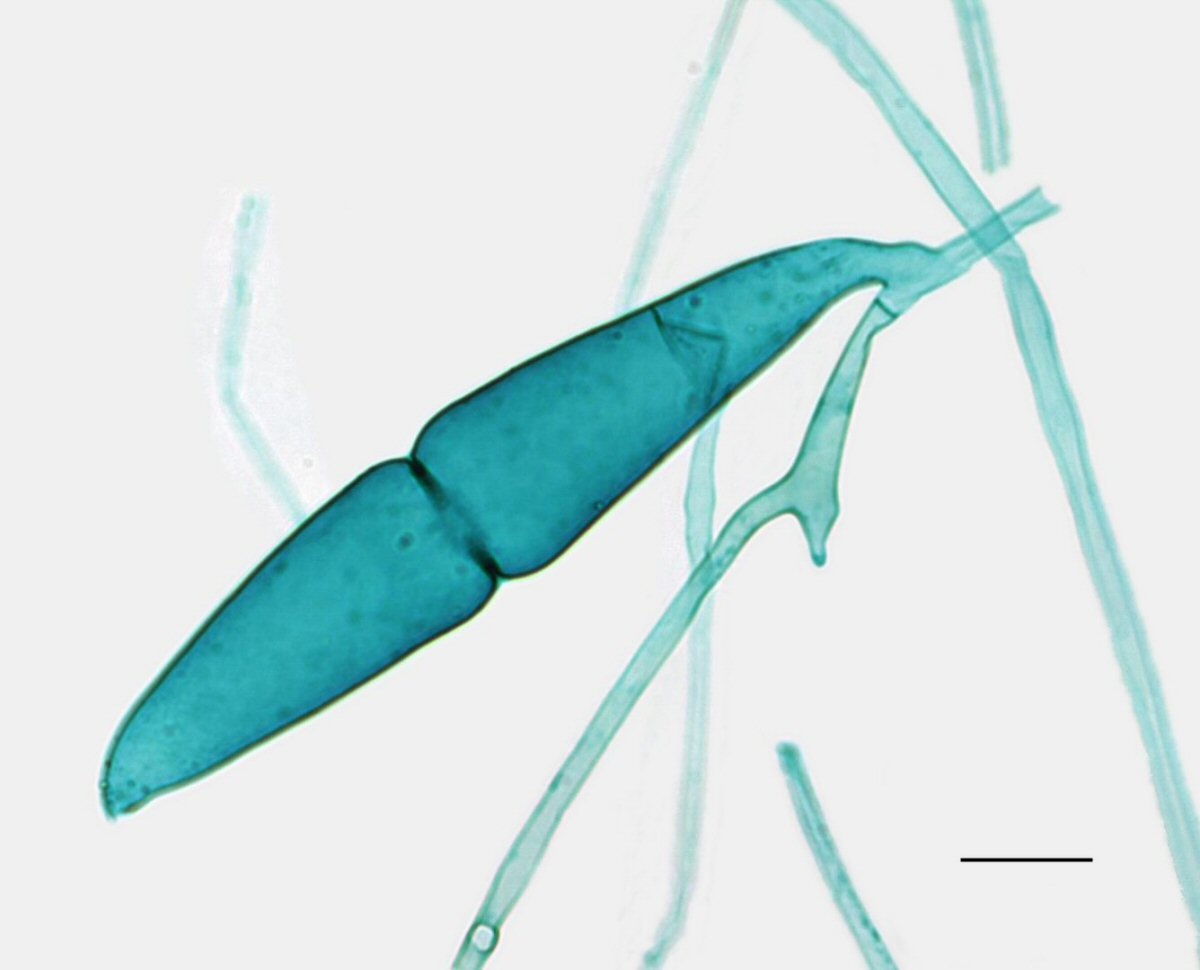
Plasmogamie bij de vorming van een Rhizopus-zygospore van een broodschimmel
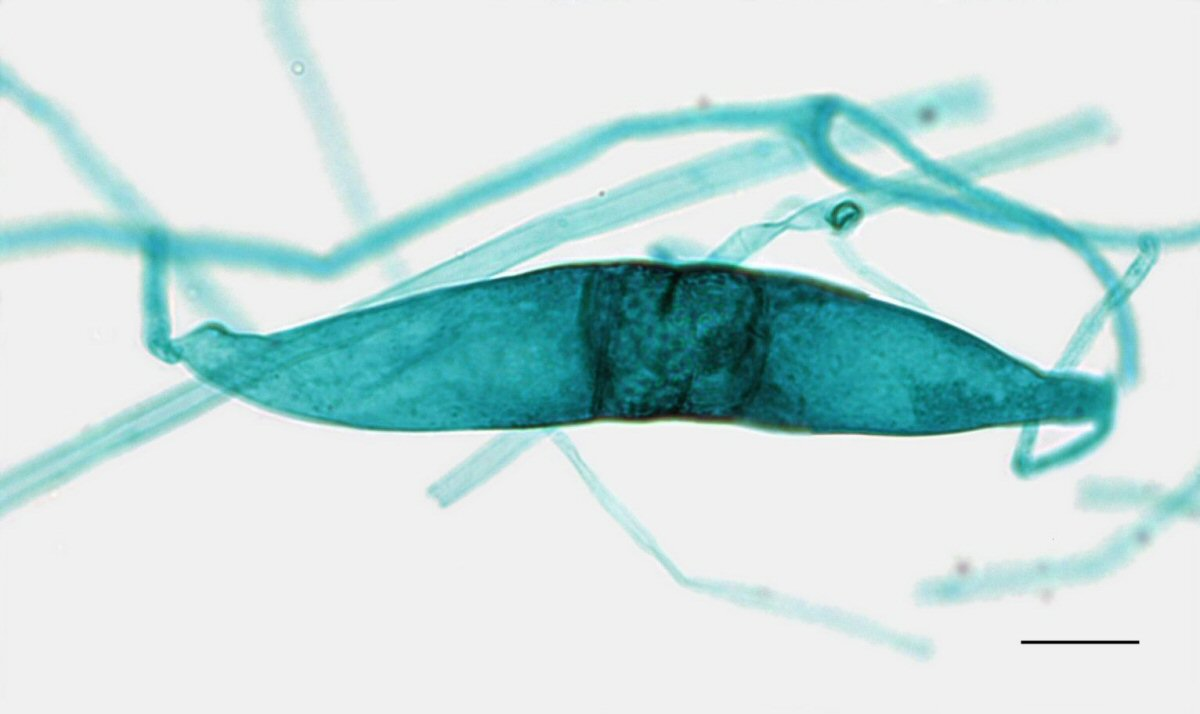
Later stadium van plasmogamie bij de vorming van een Rhizopus-zygospore van een broodschimmel
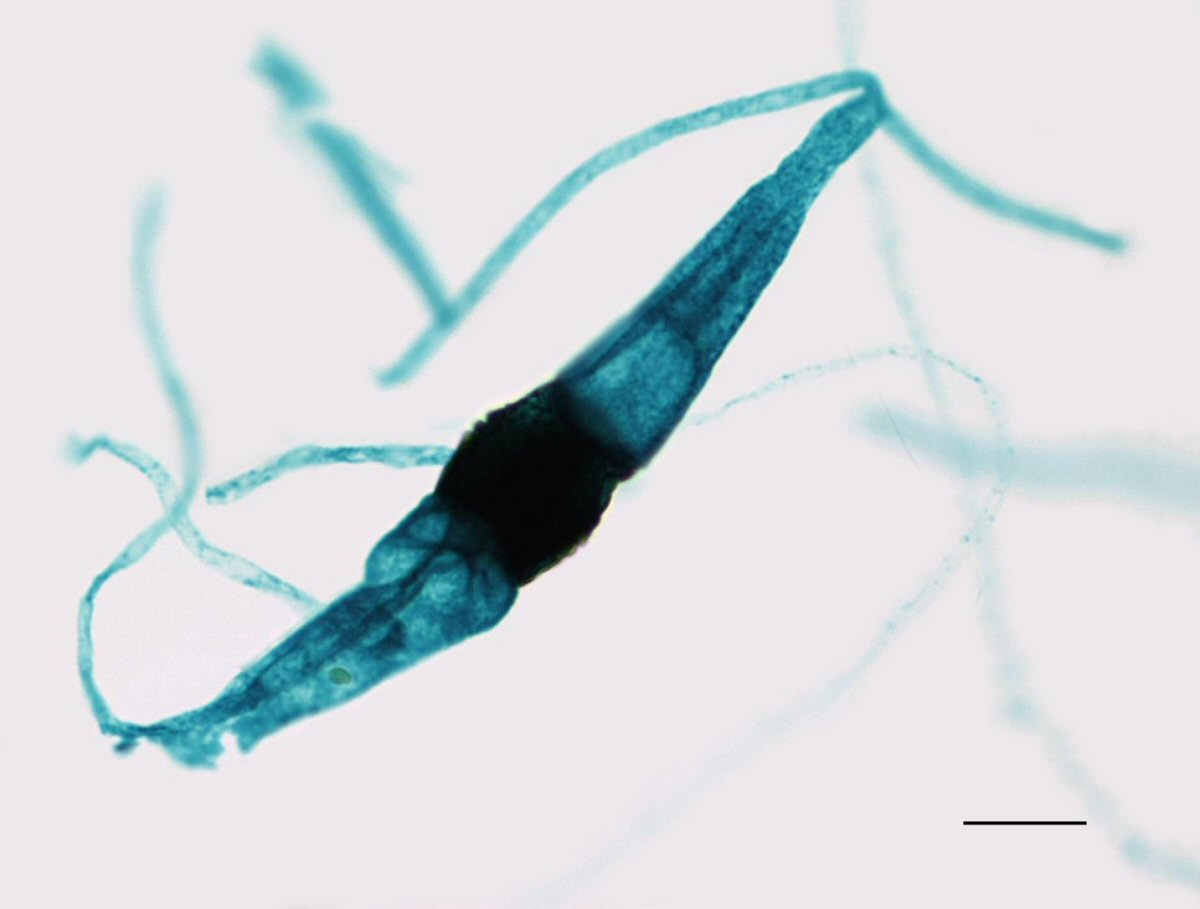
Onvolgroeide Rhizopus-zygospore van een broodschimmel

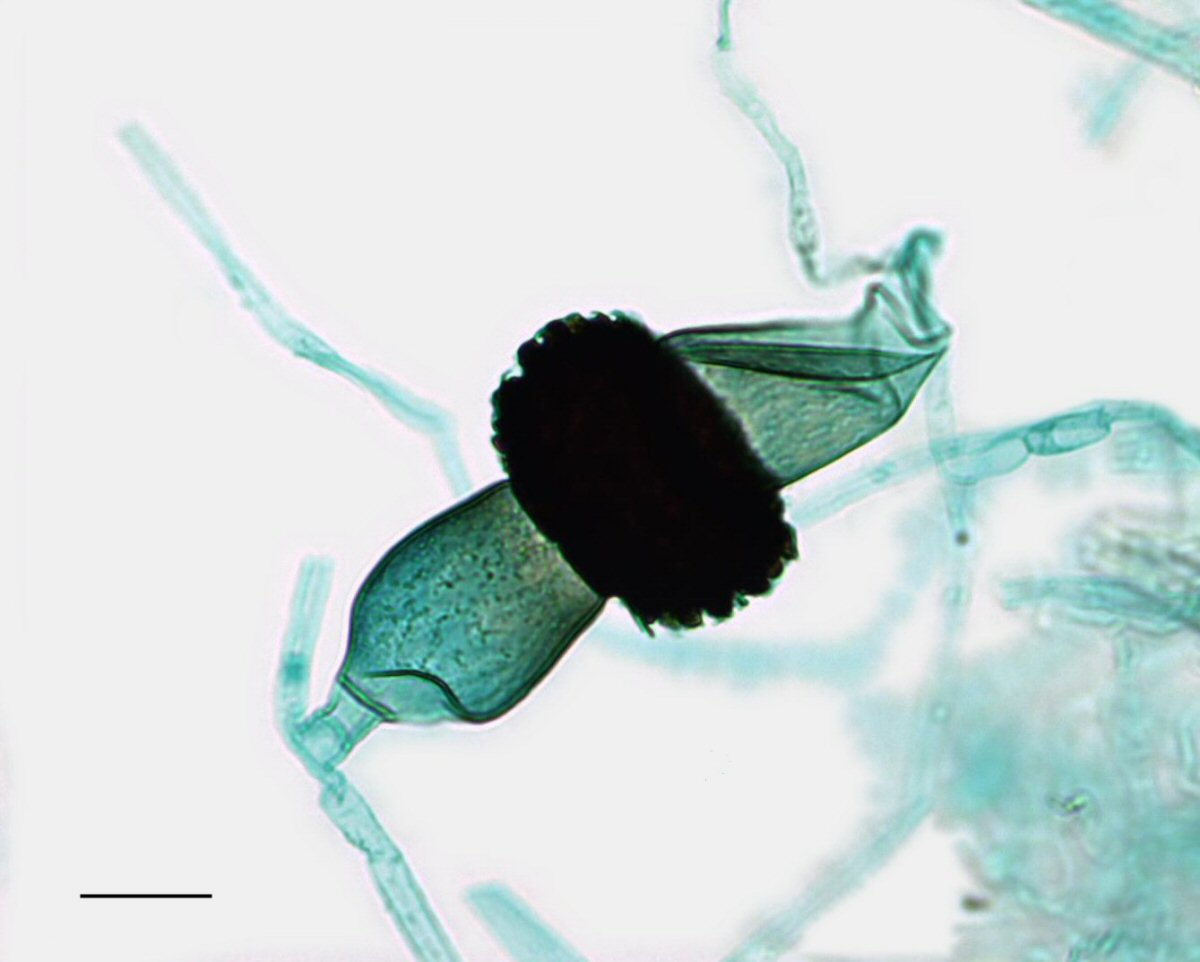
Volgroeide Rhizopus-zygospore van een broodschimmel
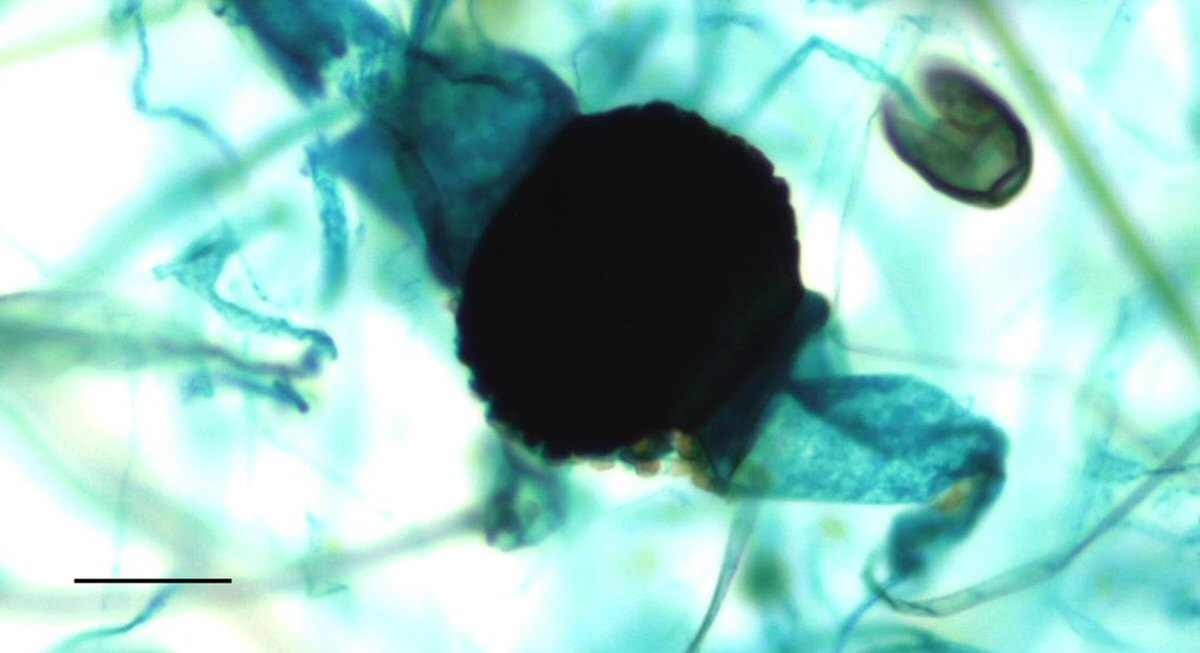
Kiemende Rhizopus-zygospore van een broodschimmel
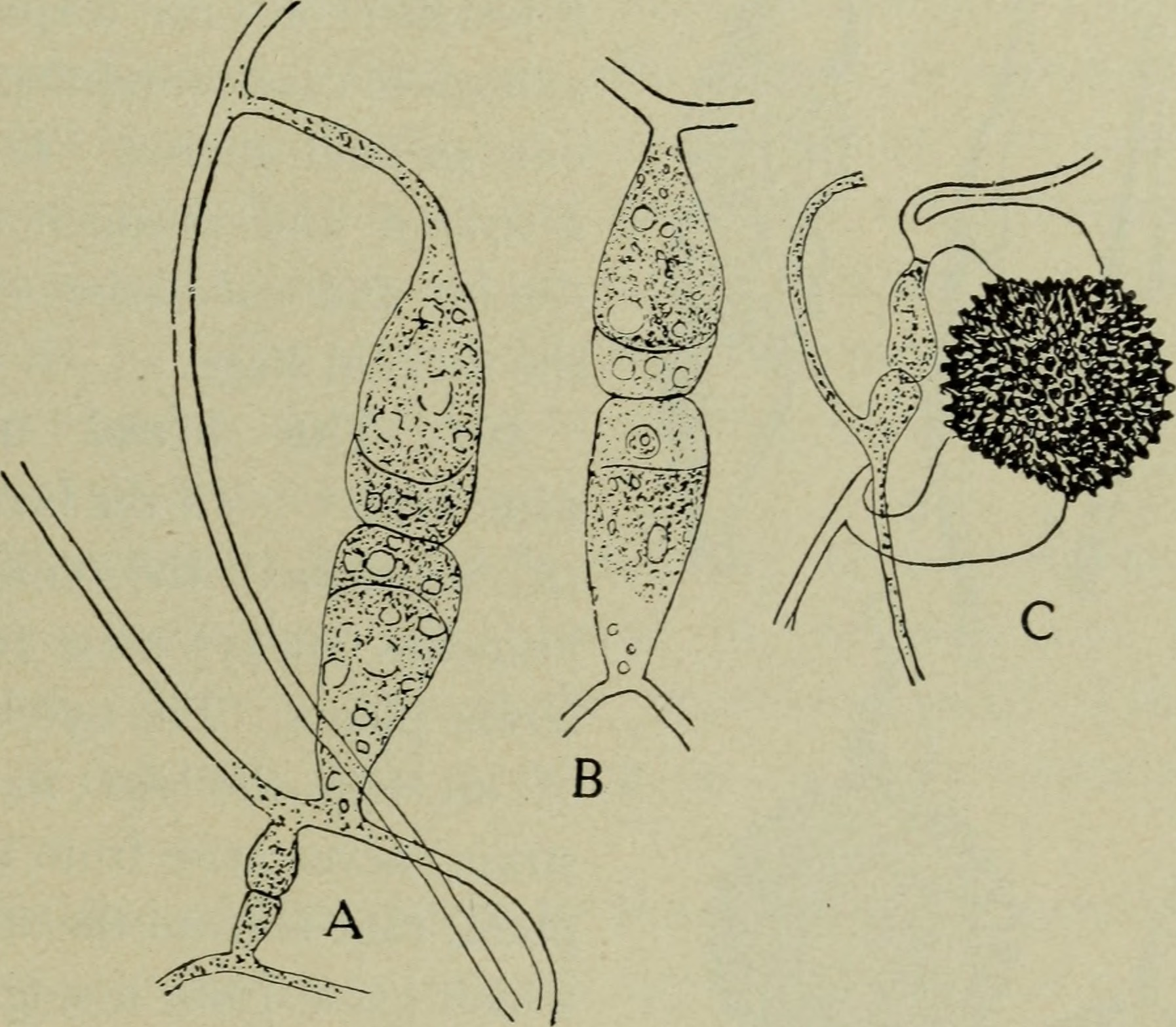
Zygosporevorming bij Rhizopus nigricans

## Taxonomische indeling
De taxonomische indeling van de stam Lagere schimmels is volgens de Index Fungorum (op 9-9-2008) als volgt:
Stam: Zygomycota
- Klasse: Incertea sedis
  - Onderklasse: Incertea sedis
    - Orde: Asellariales
    - Orde: Basidiobolales
    - Orde: Dimargaritales
    - Orde: Endogonales
    - Orde: Entomophthorales
    - Orde: Harpellales
    - Orde: Kickxellales
    - Orde: Mortierellales
    - Orde: Mucorales
    - Orde: Zoopagales
    - Orde: Incertea sedis
      - Familie: Incertea sedis
        - Geslacht: Densospora
        - Geslacht: Microasellaria
        - Geslacht: Mononema
        - Geslacht: Nothadelphia
        - Geslacht: Spirogyromyces

### Oude indeling
Voorheen was de indeling:
Stam: Zygomycota
- Klasse: Trichomycetes
- Klasse: Zygomycetes